# Estación de ferrocarriles de La Paz

La Estación La Paz es una estación de ferrocarriles ubicada en la ciudad homónima del departamento de Canelones.

## Historia
Construida por la entonces compañía de capitales nacionales Ferrocarriles Central quien en el año 1866 comenzó a operar el primer servicio de ferrocarriles entre Bella Vista y Las Piedras. Su emplazamiento significaría el surgimiento de la entonces localidad de La Paz. Para la construcción del edificio de la estación se utilizaron materiales extraídos de las canteras ubicadas en sus alrededores. En su inauguración recibió la denominación de Estación Zorrilla, aunque al poco tiempo sería bautizada como Independencia. Fue en los años veinte, que nuevamente fue renombrada con su nombre actual, a instancias de homenajear a dicha ciudad.
Desde el año 2019 no circulan trenes, debido a las obras del proyecto Ferrocarril Central. 